# Al XIX-lea amendament la Constituția Statelor Unite ale Americii
Al XIX-lea amendament la Constituția Statelor Unite interzice Statelor Unite și statelor Uniunii să nege dreptul de vot cetățenilor Statelor Unite pe criterii de sex, recunoscând astfel dreptul femeilor de a vota. Amendamentul a fost rezultatul a numeroase campanii organizate de mișcarea sufragetelor în Statele Unite⁠(d) atât la nivel statal, cât și la nivel național. Primul amendament privind dreptul de vot al femeilor a fost introdus în Congresul Statelor Unite în 1878. Cu toate acestea, amendamentul a fost adoptat de Camera Reprezentanților abia la 21 mai 1919, iar apoi de Senat la 4 iunie 1919. A fost înaintat statelor în vederea ratificării, obținând cele 36 de ratificări necesare pentru a asigura adoptarea și a intrat în vigoare la 18 august 1920. Adoptarea celui de-al nouăsprezecelea amendament a fost certificată⁠(d) la 26 august 1920.
Înainte de 1776, femeile puteau vota în unele colonii, dar până în 1807, toate constituțiile statale au refuzat să le recunoască acestora dreptul de vot. Organizațiile care militau pentru drepturile femeilor au devenit mai active la mijlocul secolului al XIX-lea și, în 1848, Convenția de la Seneca Falls⁠(d) a adoptat Declarația sentimentelor⁠(d). Aceasta cuprindea o rezoluție care îndemna femeile să ceară dreptul de vot și solicita egalitate între bărbați și femei. Grupurile asociate cu mișcarea sufragetelor au utilizat o varietate de tactici, inclusiv argumente juridice formulate în baza amendamentelor existente. După ce acestea au fost respinse de Curtea Supremă a Statelor Unite, mișcarea sufragetelor, cu activiști precum Susan B. Anthony și Elizabeth Cady Stanton⁠(d), au cerut un nou amendament constituțional care să garanteze femeilor același drept de vot acordat bărbaților.
Până la sfârșitul secolului al XIX-lea, noile state și teritorii, în special din Vestul Statelor Unite, au început să acorde femeilor dreptul de vot. În 1878, o propunere, care avea să devină în cele din urmă al nouăsprezecelea amendament, a fost introdusă în Congres, dar a fost respinsă în 1887. În anii 1890, organizațiile care militau pentru dreptul la vot al femeilor la nivel local și de stat au susținut adoptarea unui amendament național. În fruntea mișcării au apărut personalități precum Lucy Burns⁠(d) și Alice Paul, ale căror strategii au împins al XIX-lea amendament spre adoptare. Intrarea Statelor Unite în Primul Război Mondial a contribuit la schimbarea opiniei publice cu privire la chestiunea dreptului de vot pentru femei. National American Woman Suffrage Association⁠(d), condusă de Carrie Chapman Catt⁠(d), a susținut efortul de război⁠(d), demonstrând că femeile ar trebui să fie recompensate prin acordarea dreptului de vot pentru serviciul lor patriotic pe parcursul războiului. În același timp, National Woman's Party⁠(d), pe lângă organizarea de marșuri, demonstrații și greve ale foamei, a scos în evidență contradicția democrației americane: statul luptă pentru democrație peste hotare, dar o limitează în interiorul propriilor granițe prin nerecunoașterea dreptului de vot. Activitățile ambelor organizații au influențat opinia publică, determinându-l pe președintele Wilson să sprijine mișcarea sufragetelor în 1918. Amendamentul a fost aprobat în 1919 și adoptat în 1920, fiind subiectul a două procese la Curtea Supremă - Leser v. Garnett⁠(d) și Fairchild v. Hughes⁠(d) - în 1922.
Al XIX-lea amendament a acordat drept de vot celor 26 de milioane de femei din Statele Unite exact înainte de alegerile prezidențiale din 1920⁠(d), însă puternicul bloc de vot al femeilor de care mulți politicieni se temeau s-a materializat pe deplin decenii mai târziu. În plus, acest amendament a oferit drept de vot și femeilor de culoare, asiato-americane, hispanoamericane și amerindiene. La scurt timp după adoptarea amendamentului, Alice Paul și National Women's Party au început să lucreze la Amendamentul privind egalitatea de drepturi⁠(d), considerat de acestea drept un pas suplimentar către egalitatea între bărbați și femei.

## Textul
| “ | Dreptul de vot al cetățenilor Statelor Unite nu va fi negat sau limitat de către Statele Unite sau de oricare alt stat [al Uniunii] pe criterii de sex. Congresul va avea puterea de a implementa acest articol printr-o legislație corespunzătoare. | ” |